# 沃特伯里鎮區 (明尼蘇達州雷德伍德縣)
沃特伯里鎮區（英語：Waterbury Township）是位於美國明尼蘇達州雷德伍德縣的一個行政鎮區。

## 地方資料
沃特伯里鎮區的面積為93.85平方千米，當中陸地面積為93.76平方千米，而水域面積為0.09平方千米。根據2020年美國人口普查的數據，當地共有人口171人，而人口密度為每平方千米1.82人。